# Parasyscia schoedli
Parasyscia schoedli (лат.) — вид муравьёв рода Parasyscia (ранее в Cerapachys) из подсемейства Dorylinae. Эндемик Индии.

## Распространение
Встречаются в Южной Азии: юго-запад Индии (штат Керала, Salim Ali Bird Sanctuary; Silent valley national park; Periyar tiger reserve).

## Описание
Мелкие муравьи рыжевато-коричневого цвета: рабочие желтовато-красные, самки коричневатые (ноги и усики рыжеватые; длина менее 5 мм). Усики 12-члениковые с булавой, скапус короткий. Голова и часть груди блестящие, остальная часть тела с пунктурами. Петиоль с округлыми спереди боками, дорзолатеральные углы петиоля отсутствуют. Головной индекс рабочих (CI, соотношение ширины головы к длине × 100): 67—69. Длина головы рабочих 0,64—0,68 мм, длина скапуса 0,31—0,33 мм, ширина головы 0,44—0,46 мм. Индекс скапуса рабочих (SI, соотношение длины скапуса к длине головы × 100): 70—72. Форма головы удлинённо-прямоугольная. Глаза расположены в переднебоковой части головы. Предположительно, как и другие виды рода, мирмекофаги. Обнаружены в подстилочном лесном слое.
Этот вид отличается многими признаками: верх головы имеет небольшие пунктуры со средним диаметром меньше, чем среднее расстояние, разделяющее их, сильно блестящее тело и уменьшенная скульптура тела, что отличает его от других зарегистрированных индийских видов. P. schoedli имеет большинство общих признаков с Parasyscia seema. Новый вид также можно сравнить с Parasyscia luteoviger Brown, 1975, который также имеет небольшие пунктуры на верху головы, диаметр которых меньше среднего расстояния между ними. Однако своеобразный петиолярный узел (с вогнуто-выемчатым антеродорсальным краем) и округлая форма головы P. luteoviger легко отличают его от P. schoedli, у которого петиолярный узел шире, чем длина, а задние латеральные углы головы острые. Усики 12-члениковые с булавой, скапус короткий. Предположительно, как и другие виды рода, мирмекофаги. Обнаружены в подстилочном лесном слое.
Вид был впервые описан в 2013 году индусскими энтомологами Химендером Бхарти (Himender Bharti) и Шахидом Али Акбаром (Shahid Ali Akbar; Department of Zoology & Environmental Sciences, Punjabi University, Patiala, Индия) под названием Cerapachys schoedli Bharti & Ali Akbar, 2013. Видовое название C. schoedli дано в честь австрийского мирмеколога Штефана Шёдля (Dr. Stefan Schödl).
С 2016 года в составе рода Parasyscia.